# Carlo Galimberti
Carlo Galimberti (2 de agosto de 1894, em Rosário, Argentina - 10 de agosto de 1939, Milão, Itália) foi um halterofilista italiano
Carlo Galimberti participou de quatro Jogos Olímpicos, conquistou três medalhas, sendo uma de ouro e duas de prata, todas na categoria até 75 kg; nos Jogos de 1936, terminou em sétimo.
Foi vice-campeão europeu em 1930 e em 1931, na categoria até 75 kg.